# Mezei katáng
A mezei katáng, más néven katángkóró vagy egyszerűen katáng (Cichorium intybus) az őszirózsafélék (Asteraceae) családjába tartozó növényfaj. Vadcikóriaként is ismert, mivel nemesített változata a cikória.

## Jellemzői
Parlagon hagyott területeken és utak mentén elterjedt lágy szárú, évelő növény, amely az 1 m magasságot is elérheti. Tőlevelei öblösen hasogatottak, karéjosan fogasak. Szárlevelei lándzsásak vagy tojásdadok. Szárának felső levelei pillás élűek. Júniustól novemberig virágzik: kék, néha rózsaszín vagy fehér virágai a szárak végén fészekvirágzatot alkotnak és a levélhónaljakban csoportosulnak. Az egész növény tejnedvet választ ki.

## Gyógyhatása
Gyógyhatása a virágnak, a levélnek és a gyökérnek egyaránt van. A gyökér igen sok inulint tartalmaz, emiatt csökkentheti a magas vércukorszintet, a diabétesz során fellépő szomjúságérzetet és az izzadást, valamint csökkentheti a nagymértékű vizeletürítést. Ez az oka, hogy a cukorbetegek által jól ismert Diabess-Györgytea https://gyorgyteabolt.hu/products/mezei-katang?_ga=2.138139768.915390436.1754729455-204914866.1753860393&_gl=1%2A1sas62r%2A_ga%2AMjA0OTE0ODY2LjE3NTM4NjAzOTM.%2A_ga_V2F360QG2R%2AczE3NTQ3Mjk0NTUkbzExJGcwJHQxNzU0NzI5NDU1JGo2MCRsMCRoMA..
Reumára, köszvényre, ízületi betegségekre is használjuk a teáját. A katángkóró májat, vesét, lépet tisztít, az epehólyag tökéletes kiürítését segíti elő, leválasztja a vizet, étvágygerjesztő, sárgaság ellen jó hatású. Elősegíti a bélműködést, nem engedi, hogy az elfogyasztott étel mind felszívódjon és lerakódjon a szervezetünkben. Ebből eredően a fogyasztóteák egyik alkotóeleme. Kisebb méretű epekő oldására is alkalmas lehet.

## Felhasználása

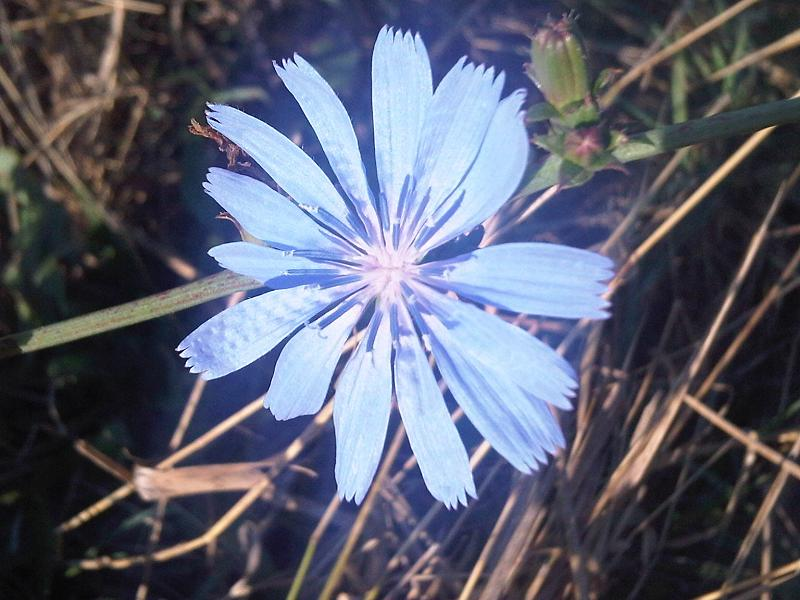
Egy virága

Kiváló máj- és veseméregtelenítő hatása miatt a mezei katángot főként a máj és a vese működési zavarainak kezelésére ajánlják. Elősegíti az epekiválasztást és hatékony bizonyos emésztési zavarok ('felfúvódás, böfögés, bélrenyheség, bélgázképződés') tüneteinek kezelésében. Kiegészítő kezelésként a köszvény és különböző bőrbetegségek esetén alkalmazzák.
A mezei katángnak még tartós kezelés esetén sincs mérgező hatása.

### Cikóriasaláta
A téli időszak jelentős vitaminforrása, jól segíti az emésztést, ásványi sókban gazdag. Tartalmaz még 100 g-onként 4,5 mg karotint, 6–8 mg C-vitamint, meszet és foszfort.
Hűvös helyen hetekig is tárolható, bár C–vitamin‑tartalma elvész.

### Cikóriakávé
A megtisztított gyökereket kávészem nagyságúra össze kell vágni, 200 fokon, kissé nyitott sütőajtó mellett pirítani, míg sötétbarna színűek nem lesznek. Ma már kevéssé elterjedt, régen viszont sokat használták ínséges időkben kávépótlékként.